# カーメン・ラインハート
カーメン・M・ラインハート (Carmen M. Reinhart、旧姓：Castellanos、1955年7月10日 - )は、ハーバード大学ケネディスクールの国際金融システム論のMinos A. Zombanakis教授 。以前は、ピーターソン国際経済研究所デニス・ウェザーストーン・シニアフェローであり、またメリーランド大学の経済学教授および国際経済学センター（Center for International Economics）のディレクターを務めた 。
ラインハートは全米経済研究所の研究員（Research associate）であり、経済政策研究センターのリサーチフェローであり、 またVoxEUの創立協力者である。また、アメリカの外交問題評議会のメンバーでもあり、またアメリカ経済学会、ラテンアメリカ・カリブ経済学会、キューバ経済研究学会（the Association for the Study of the Cuban Economy）のメンバーである。また、ラインハートはケネス・ロゴフと多くの共同研究を発表している。
ラインハートは、自身が共同執筆者を務めた論文に数値的誤りが発見されたときに大きな注目を集めた。
2020年5月20日に世界銀行チーフエコノミストに指名され、6月15日に着任。2022年6月30日まで在任した。

## 生涯と遍歴
ラインハートはキューバのハバナに生まれ、1966年1月6日に母と父と3つのスーツケースとともに渡米した。彼らはカリフォルニア州のパサデナに居住し、しばらくそこで過ごした。その後、南フロリダへと移り住み、そこでラインハートは育った。家族がマイアミに引っ越したときには、ラインハートは2年制大学であるマイアミ・デイド大学で学び、のちにフロリダ国際大学へ転入、そしてここで1975年に経済学学士（B.A.）を最優等（summa cum laude）で取得した。その後、MITの卒業生であり、フロリダ国際大学で教えていたピーター・モンティエルの薦めで 、ラインハートは1978年にコロンビア大学の大学院へと進学した 。ラインハートは実地調査を終えた後に、ベア・スターンズにエコノミストとして雇われ、3年後には投資銀行のチーフ・エコノミストとなった。1988年には彼女はコロンビア大学に戻り、ロバート・マンデルを指導教授として博士号（Ph.D.）を取得した。1990年代には彼女はIMFにいくつかの職を持ったが、2001年から2003年にかけては、IMFの研究機関の副理事（deputy directer）として働いている。2012年からハーバード大学ケネディスクールの国際金融システム論において、Minos A. Zombanakis教授となっている。
彼女は様々な学術雑誌の編集委員を務めたが、なかでもアメリカン・エコノミック・レビュー、Journal of International Economics、International Journal of Central Bankingの編集委員会のメンバーであったことは特筆に値する。
2011年および2012年において、彼女はブルームバーグマーケッツの「世界で最も影響力のある50人」の一人に選ばれた。2021年クラリベイト引用栄誉賞受賞。

## 研究と出版物
ラインハートはマクロ経済学と国際金融論のさまざまなトピックについて多くの研究を発表している。それらの研究とは次のようなトピックのものである。すなわち、国際的な資本フロー、資本規制、インフレとコモデティ価格、銀行活動とソブリン債務危機、通貨危機、および危機の伝染である。彼女の研究はアメリカン・エコノミック・レビューやJournal of Political Economyや、Quarterly Journal of Economics、そしてJournal of Economic Perspectivesなどの著名な学術雑誌に掲載された。彼女の研究はThe Economist、Newsweek 、ワシントンポスト、ウォールストリートジャーナルなどの金融系の報道紙に特集された。彼女のケネス・ロゴフとの共著である「This Time is Different: Eight Centuries of Financial Folly」は循環する景気の浮揚と崩壊の類似性を研究したものであり、金融史に関するものである。
2010年に、ラインハートおよびロゴフがアメリカン・エコノミック・レビュー・ペーパーズアンドプロシーディングス上で発表した論文「Growth in a Time of Debt」において、トーマス・ハーンドンなどの研究者が2013年に方法論的誤り・計算上の誤りを発見したことによって、ラインハートとロゴフは大きな注目を浴びた。この研究はGDP比90％以上の債務は経済成長に有害であるということを述べた論文であったが、誤り訂正後の研究によれば、実際には債務は経済成長にそれほど影響しておらず、彼らの論文が主張した「債務がGDP比90%を超えることで、債務と経済成長の間の負の相関関係が大きくなる」という事実は見いだされなかった。また、これとは別に、この誤りが発見される以前から、債務と経済成長の間の負の相関関係には因果関係がないのではないかという批判があった。ラインハートとロゴフは間違いを認めたが、彼らの論文の中心的結論は正しいものであると主張した。 
問題の論文である「Growth in a Time of Debt」を広く引用する、トーマス・ハーンドン、アッシュ、およびロバート・ポリンによるレビューは、「コーディングのエラー、利用可能なデータの選択的除外、非伝統的重み付き計算は、戦後の20の先進国経済における公債とGDP成長率の間違った関係性を導く、深刻な誤りへとつながる」とした。

## 私生活について
ラインハートの夫であるヴィンセント・ラインハートとは、1970年代後半のコロンビア大学の同級生であった。彼らには一人の息子がいる。

## 著名な出版物
- Rogoff, Kenneth, and Carmen Reinhart. (2010) "Growth in a Time of Debt." American Economic Review 100.2: 573–78.
- Kaminsky, G. L., & Reinhart, C. M. (1999). The twin crises: the causes of banking and balance-of-payments problems. American Economic Review, 473–500.
- Reinhart, C. M., & Rogoff, K. (2009). This Time is Different: Eight centuries of financial folly. Princeton University Press.